# یدیکسانول
یدیکسانول (به انگلیسی: Iodixanol)
رده درمانی: ماده حاجب رادیوگرافی .
اشکال دارویی: آمپول
مکانیسم اثر: ماده حاجب در رادیوگرافی
موارد مصرف: آنژیوگرافی و یوروگرافی وریدی (IVP)
یدیکسانول یک ماده حاجب ایزواسمولار (Iso-osmolar) از دسته مواد حاجب یددار می باشد. نام تجاری این ماده ویزیپک می‌باشد.